# منصور (بازیکن فوتبال)
منصور (انگلیسی: Mansur؛ زادهٔ ۱۷ آوریل ۱۹۹۳) بازیکن فوتبال اهل برزیل است.
از باشگاه‌هایی که در آن بازی کرده‌است می‌توان به باشگاه فوتبال فلامینگو، باشگاه ورزشی باهیا، باشگاه ورزشی ویتوریا، و باشگاه فوتبال اتلتیکو مینیرو اشاره کرد.
وی همچنین در تیم ملی فوتبال زیر ۲۰ سال برزیل بازی کرده‌است.